# Dværgvædder
Dværgvædderen er kaninrace, der er populær som kæledyr.
Den har et bredt hoved, kraftig krop, stærke ben, næsten ingen hals, hængende ører og store øjne. Den findes i mange pelsvarianter og farver. En dværgvædder kan veje op til ca. 3 kg og hører til blandt dværgracerne.[kilde mangler]